# Тезис о неопределённости перевода
Тезис о неопределённости перевода (англ. Indeterminacy of translation) впервые был выдвинут американским аналитическим философом У. Куайном в его монографии «Слово и объект», написанной в 1960 году. Куайн подходит к вопросу перевода с позиций бихевиоризма, что обуславливает весь ход его рассуждений. Тезис заключается в том, что любой перевод является радикально неопределенным. Могут существовать два разных, но одинаково верных перевода с одного языка на другой, которые при этом противоречат друг другу, и нет механизма, способного помочь предпочесть один из них.

## Теоретическое обоснование тезиса
Тезис Куайна о неопределенности перевода выражает его скептическое отношение к традиционному пониманию значения. Он считает, что при переводе с одного языка на другой, нельзя говорить об одинаковом значении слов. Куайн пишет: «нет никакого иного способа сравнения лингвистических значений, нежели как в терминах предрасположенностей людей к открытой реакции на социально наблюдаемые стимулы». Язык понимается Куайном как комплекс предрасположенностей к речевому поведению, он конструирует поведенческую концепцию языка. Из этой концепции и рождается тезис о неопределенности перевода.
Куайн разделяет предложения на ситуативные и устойчивые. В ситуативные входит большая группа предложений наблюдения (философы понимают предложения наблюдения как информацию о чувственных данных, для Куайна же предложения наблюдения — это предложения об обычных вещах). Предложения наблюдения всегда основываются на внешней стимуляции. Примеры предложений наблюдения: «Кролик», «Красное», «Холостяк». У предложений наблюдения может быть разная степень наблюдаемости. У предложения «Красное» — высокая, так как глядя на предмет, мы почти всегда поймем, что он красного цвета; а у предложения «Холостяк» — низкая, потому что, взглянув на человека не ясно, холост он или женат. Устойчивые предложения могут как основываться на внешних стимуляциях, так и не быть с ними связанными. Пример устойчивого предложения: «Кролик — травоядное животное».
Кроме этого, философ вводит понятие «стимульное значение», которое может быть утвердительным и отрицательным. Утвердительное стимульное значение побуждает говорящего согласиться с предложением, а отрицательное — отказаться. Два предложения стимульно-синонимичны, если они вызывают одинаковую реакцию (стимульное значение) у нескольких носителей языка. При анализе стимульных значений важно помнить о существовании дополнительной информации, которая может влиять на реакцию говорящего. С помощью стимульных значений можно осуществлять радикальный перевод ситуативных предложений, в пример Куайн приводит мысленный эксперимент со словом «гавагай».
На основании этого Куайн выделяет два вида неопределенности: неопределенность при переводе слов, и неопределенность при переводе предложений. Первая возникает из-за того, что при предъявлении одинакового стимула люди реагируют по-разному (выдают разные стимульные значения). Вторая связана с первой, однако точный перевод предложений ещё сложнее из-за присутствия в них логических связок и большего количества возможных стимульных значений. Для перевода предложений лингвист должен использовать «аналитические гипотезы».
Однако, Куайн пишет, что «аналитические гипотезы» необходимо использовать не только для перевода предложений, но также абстрактных слов или терминов, потому что многие слова вообще не могут быть связаны с наблюдаемыми стимулами. Аналитическая гипотеза разрабатывается следующим образом. Услышанное предложение на незнакомом языке лингвист разбивает на сегменты, которые предположительно являются словами, и сопоставляет их со словами на своем языке. Про аналитические гипотезы Куайн пишет: «Они не всегда имеют форму уравнения. Нет нужды настаивать на том, что аборигенное слово должно быть непосредственно приравнено к какому-либо английскому слову или фразе. Могут быть установлены определенные контексты, в которых слово должно переводиться одним способом, и другие контексты, в которых слово должно переводиться по-другому». Для объяснения синтаксических конструкций тоже иногда необходимо использовать аналитические гипотезы. Выдвижение аналитических гипотез всегда связано с интуитивным нахождением параллелизма между новым и родным языками. Лингвист проецирует свои знания о других языках на изучаемый, потому что сведений о стимульных значениях недостаточно для перевода предложений. Лингвист может предложить две разные аналитические гипотезы для перевода одного предложения, и они обе будут иметь одинаковые основания для существования. «Суть не в том, что мы не можем быть уверены, правильна ли аналитическая гипотеза, а в том, что здесь даже нет объективного критерия, согласно которому можно быть правым или неправым».

## Мысленный эксперимент «гавагай»
Для иллюстрации тезиса неопределённости перевода Куайн берёт следующий пример. Лингвист в условиях полевого исследования встречается с абсолютно неизвестным до этого момента народом, что подразумевает невозможность для него выстраивать представление о языке на основании сходства словесных форм с уже известными языками или на основании общности культуры (работу с языком в таких обстоятельствах Куайн называет «радикальным переводом»). Находясь в данной ситуации, он может переводить услышанные от представителей данного народа высказывания, опираясь только на общие с ними эмпирические данные.
Итак, лингвист находится в компании аборигенов из этого народа. Мимо пробегает кролик, и один из них кричит: «Гавагай!» На основании этого лингвист делает первое предположение о том, что слово «гавагай» на данном языке обозначает «кролик». Тем не менее, ему придётся в дальнейшем проверять эту гипотезу, задавая аборигенам вопрос «Гавагай?», на который те могут утвердительно или отрицательно отвечать в различных ситуациях. В таком случае, основанием для того, чтобы принять слово «кролик» за верный перевод высказывания «гавагай», будет полное соответствие стимуляций, при которых абориген утвердительно отвечает на вопрос «Гавагай?», тем, при которых лингвист утвердительно ответил бы на вопрос «Кролик?»
Здесь, однако, одна за другой, возникают трудности. Во-первых, стимуляция может быть не связана с общим для лингвиста и аборигена опытом. Например, если абориген в тот день выслеживал жирафа, и для него реакции на кролика и жирафа связаны, то в течение этого дня он постоянно будет отвечать утвердительно, а на другой день — отрицательно. Важно, таким образом, понимать, что реакцию вызывает именно мысленная стимуляция, а не реальное присутствие кролика или жирафа. Во-вторых, если даже лингвист и может разрешить данную проблему, стимуляции не следует рассматривать как нечто моментальное, так как выражение «гавагай» может, также, быть связано с движением. Более того, оно, фактически, всегда будет с ним связано, ибо, если поместить некоторый подобный кролику образ в серию из множества образов, не связанных с ним, далеко не всегда можно получить утвердительный ответ на вопрос «Кролик?»
Но и в том случае, если лингвист уже полностью уверился в абсолютном совпадении ситуаций употребления слова «кролик» им и «гавагай» аборигеном, говорить о синонимии терминов нельзя, так как значением может быть общий термин для всех кроликов, неотделимая часть кролика или универсальная «кроликовость». Для их дифференциации нужен значительно более высокий уровень владения языком, чем может получить лингвист, до сих пор не разобравшийся со словом «кролик». В результате такого ряда трудностей, два лингвиста, ведущие независимые исследования, но изучающие один и тот же язык и, возможно, даже основывающиеся на одних и тех же данных, могут в результате получить совершенно разные варианты перевода одних и тех же выражений, и каждый из них, судя по эмпирическим данным, будет верен.

## Критика
Тезис о неопределённости перевода критикует Джон Сёрл. Он, выступая с позиций реализма, говорит о том, что использование исключительно поведенческого аргумента при переводе (а точнее, при выяснении верных случаев использования, так как точного термина привести нельзя) того же выражения «гавагай» абсурдно с точки зрения здравого смысла. Если не существует никакого факта, с помощью которого мы можем отделить кролика от кроликовости или его неотъемлемой части, то мы, определённо, выберем простейший и логичный термин «кролик». Более того, его же выберет и абориген в случае употребления выражения «гавагай». В своей работе «Открывая сознание заново» он пишет, также, что описанное Куайном употребление языка больше походит на машинное поведение неразумных существ, некоторых зомби, чем на действия рационального агента, склонного к формированию категорий, коим является человек.
К концепции языка, предложенной Куайном, также критически относится основоположник генеративной лингвистики Ноам Хомский. Бихевиористскую модель, как в плане перевода, так и в плане обучения ребёнка языку, он критикует, так как возможный набор стимулов очень ограничен. Такое положение вещей привело бы к формированию очень скудного языка. Кроме того, Хомский говорит о том, что данная модель не объясняет творческого аспекта языка, так как он, во-первых, не сводится к повторению изученных способов языкового поведения, а во-вторых, может быть в принципе свободен от видимых стимулов, являясь не только механизмом реагирования на внешние раздражители, но и средством мышления.